# Tyresö FF
A Tyresö Fotbollsförening labdarúgó csapatát 1971-ben alapították. Női szakosztálya 2014-ig szerepelt a Damallsvenskan bajnokságában és egy bajnoki cím, valamint egy Bajnokok Ligája ezüstérem birtokosa. Jelenleg a Södra Svealand diviziójában érdekelt.

## Sikerlista
Svéd bajnok (1): 2012
Bajnokok Ligája döntős (1): 2013–14

## Játékoskeret
2019. december 11-től
| #  |     | Poszt | Név                   |
| -- | --- | ----- | --------------------- |
| 77 | SWE | K     | Jennifer Bakai        |
|    | SWE | K     | Karolina Sundberg     |
| 3  | SWE | KP    | Josefine Lindberg     |
| 5  | SWE | V     | Moa Nilson Barkenheim |
| 7  | SWE | V     | Filippa Pettersson    |
| 10 | FIN | V     | Frida Thilén          |
| 16 | SWE | V     | Alma Stridh           |
| 18 | SWE | V     | Emmy Wigren           |
| 2  | SWE | KP    | Ida Bengtsson         |
| 8  | SWE | KP    | Ida Ahlbom            |

| #  |     | Poszt | Név                    |
| -- | --- | ----- | ---------------------- |
| 9  | SWE | KP    | Emelie Nygren          |
| 13 | SWE | KP    | Victoria Isaksson      |
| 15 | SWE | KP    | Lina Malmborg          |
| 19 | SWE | KP    | Julia Salander         |
| 20 | SWE | KP    | Kim Hedlund Af Schmidt |
|    | SWE | KP    | Evelina Ihl            |
|    | SWE | KP    | Leila Baiche           |
| 23 | SWE | CS    | Alice Bergström        |
| 25 | SWE | CS    | Sofie Thörnqvist       |

## Korábbi híres játékosok

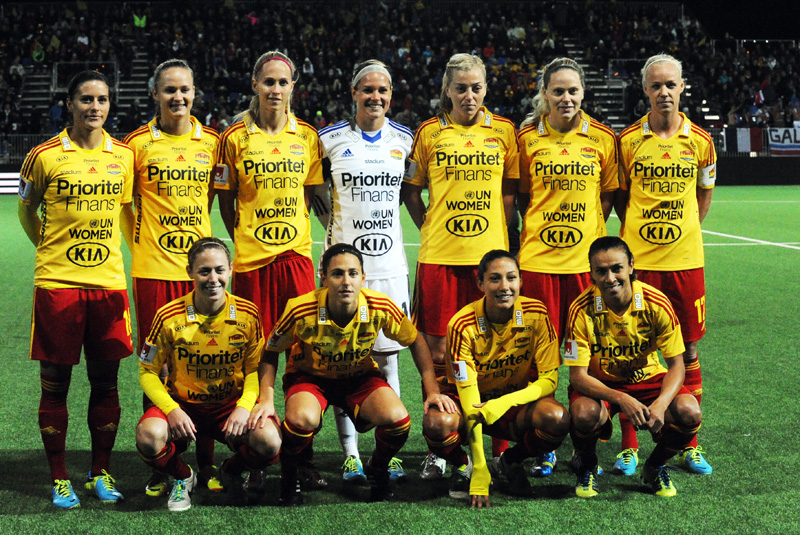
A Tyresö csapata 2013-ban.
Felső sor, balról: Ali Krieger, Caroline Graham Hansen, Line Røddik Hansen, Ashlyn Harris, Linda Sembrant, Lisa Dahlkvist, Caroline Seger.
Alsó sor, balról: Meghan Klingenberg, Verónica Boquete, Christen Press, Marta.

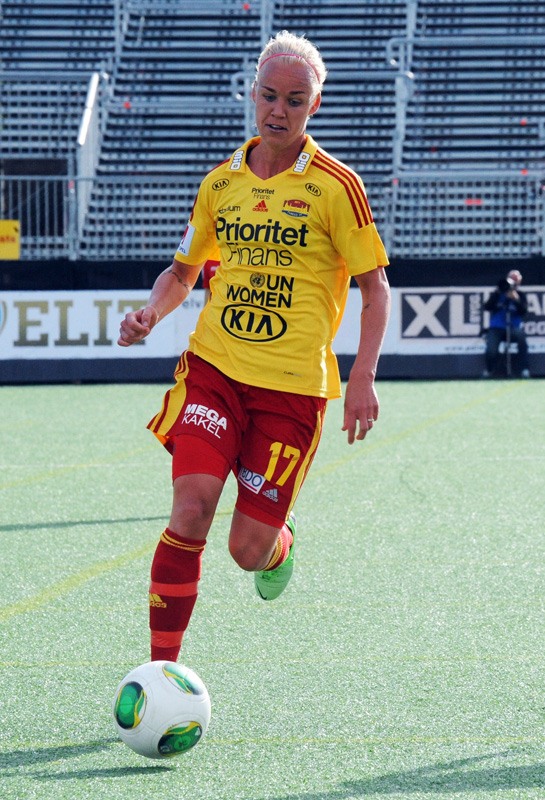
Caroline Seger

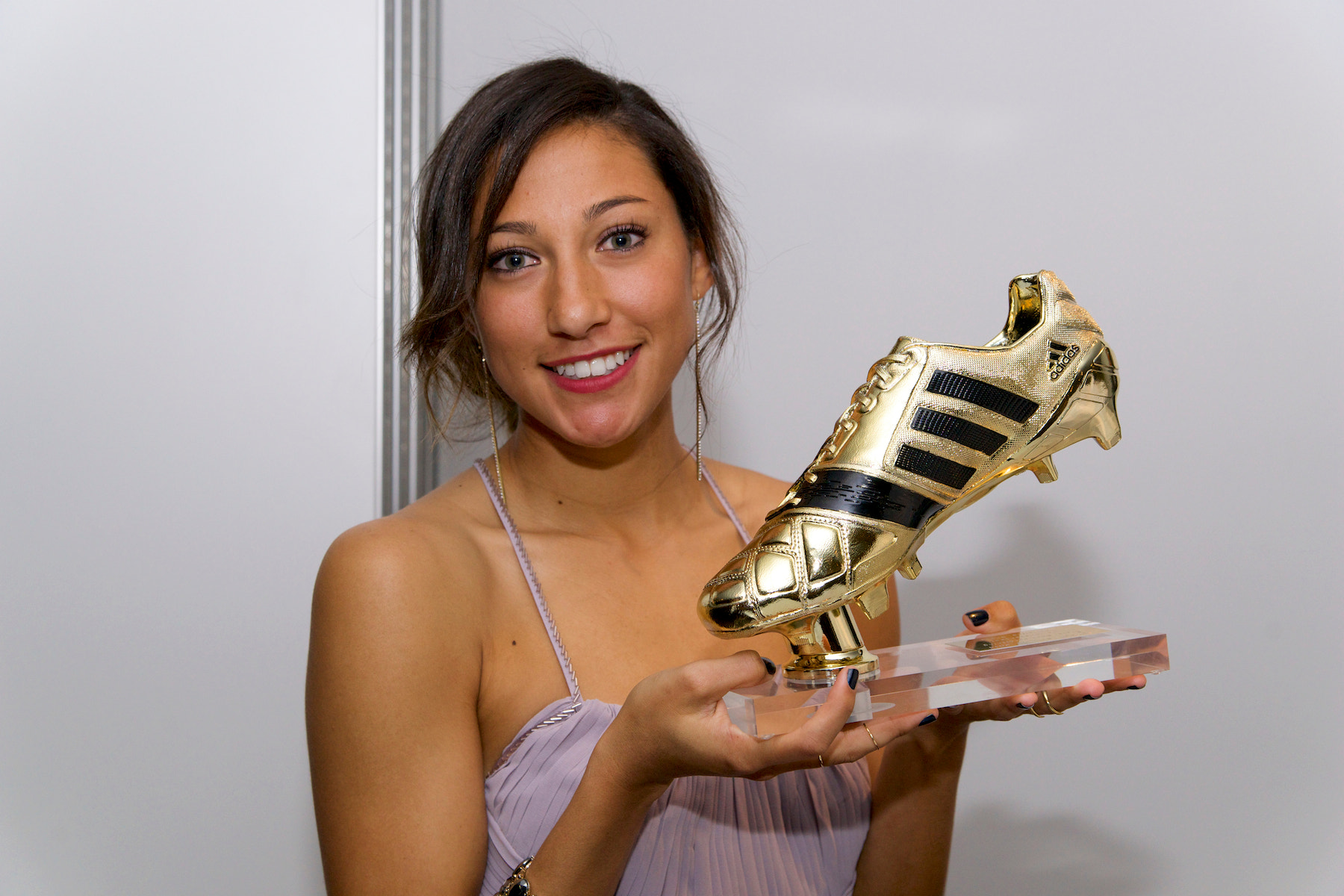
Christen Press a 2013-as gólkirálynőnek járó Aranycipővel

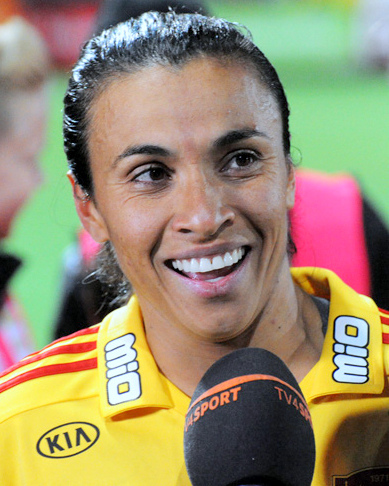
Marta

- Lisa Dahlkvist
- Madelaine Edlund
- Johanna Frisk
- Pauline Hammarlund
- Lisa Klinga
- Emma Lundh
- Josefine Öqvist
- Caroline Seger
- Linda Sembrant
- Annica Svensson
- Sara Thunebro
- Jane Törnqvist
- Zeikfalvy Éva
- Malene Olsen
- Line Røddik
- Tinja-Riikka Korpela
- Kirsten van de Ven
- Caroline Graham Hansen
- Verónica Boquete
- Jennifer Hermoso
- Fabiana
- Marta
- Mayara
- Rilany
- Thaísa
- Michelle Akers
- Whitney Engen
- Julie Foudy
- Ashlyn Harris
- Mary Harvey
- Meghan Klingenberg
- Ali Krieger
- Kristine Lilly
- Christen Press